# Arthur Maximilian Bylandt-Rheydt
Artur Maximilian von Bylandt-Rheidt (Vienna, 3 maggio 1821 – Vienna, 21 febbraio 1891) è stato un generale e politico austriaco.

## Biografia
Nato in una famiglia aristocratica, Artur Maximilian von Bylandt-Rheidt intraprese giovanissimo la carriera militare come cadetto militare nel 1837 e prese parte alla soppressione delle rivolte in Ungheria nel 1848 per poi essere richiamato in Italia per combattere la prima e la seconda guerra d'indipendenza italiane contro l'esercito piemontese.
Nel 1864 divenne presidente del comitato d'artiglieria dell'esercito per poi nel 1866 entrare nella direzione superiore dopo il definitivo ritiro dell'esercito austriaco dall'Italia settentrionale. Nel 1869 venne promosso Maggiore Generale e nominato presidente della commissione tecnica per le forze di terra dell'esercito austro-ungarico. In questa veste, venne promosso Luogotenente Feldmaresciallo nel 1874.
Il 20 giugno 1876 divenne ministro imperiale per la guerra e diede grandi contributi per la trasformazione delle forze di terra austriache ed in particolare all'artiglieria. Il 21 agosto 1876 partecipò come alta personalità alla cerimonia d'apertura del Reichsbrücke.
Promosso Feldzeugmeister nel 1882, durante il suo mandato come ministro (che durò sino al 16 marzo 1888, data del suo pensionamento) egli fece di tutto per aumentare il bilancio militare come pure si preoccupò di aumentare i dazi tra i vari Land per dieci anni al fine di sostenere le spese per il rafforzamento militare. Oltre ad una semplificazione dell'amministrazione interna dell'esercito, egli aumentò anche le pensioni dei singoli militari. Grazie a Ferdinand Mannlicher vennero introdotte armi d'avanguardia ed impose la lingua militare generale riconosciuta nel tedesco.
Il 17 marzo 1888, Bylandt-Rheydt venne posto in pensione col grado di Feldmaresciallo a causa anche dell'aggravarsi della sua malattia. Morì poi nel 1891 a Vienna. Suo figlio, Arthur Bylandt-Rheydt fu ministro degli interni e dell'agricoltura.

## Opere
- Schießen und Werfen aus Feld- und Gebirgskanonen, 1872
- Der indirekte Schuss mit Hohlgeschossen, 1874
- Wirkung und Gebrauch der k. k. österreichischen Feld- und Gebirgsgeschütze, 1878